# Chelonoidis duncanensis
La tortuga gigante de Pinzón (Chelonoidis duncanensis) es una especie de tortuga de la familia Testudinidae, endémica de una de las islas que componen el archipiélago de las islas Galápagos, perteneciente a Ecuador. Integra el complejo de especies denominado Complejo Chelonoidis nigra.

## Distribución
Es una especie endémica del suroeste de la isla Pinzón, en el archipiélago de las islas Galápagos.  

## Taxonomía
Esta especie integra, junto a los otros taxones, el complejo Chelonoidis nigra, que incluye todas las especies de tortugas nativas de las islas Galápagos. Anteriormente, este taxón y los demás del complejo, eran considerados subespecies de Chelonoidis nigra, pero nuevos estudios permitieron separarlos como especies plenas.

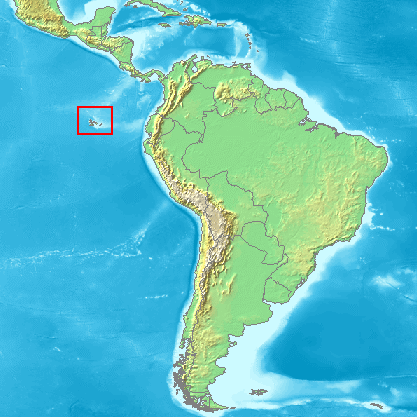
Ubicación del archipiélago de las Galápagos.

Garman, en el año 1917, sinonimizó a C. nigra ephippium Günther 1875; por ello fue resucitado el nomen nudum anterior para el taxón: duncanensis.

## Características
Esta especie es la más pequeña entre las tortugas Galápagos. Su oblongo caparazón apenas sobrepasa los 80 cm como máximo, siendo de color gris amarronado, y generalmente comprimido anteriormente.

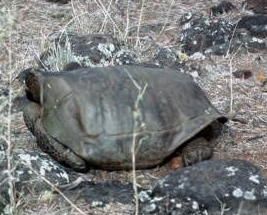
Un ejemplar.

## Hábitat
La isla Pinzón tiene una superficie de 1800 ha y una altitud máxima de 458 m s. n. m. En el sector más alto destacan formaciones de especies forestales.

## Alimentación
Se alimenta de frutos silvestres, gramíneas y cactáceas.

## Reproducción
Tras la introducción de la depredadora rata negra antes de 1900, ya no ha habido ninguna cría natural. Desde 1965, se han llevado huevos a la Estación Científica Charles Darwin para su incubación y cría. Más del 75% de los liberados entre 1970 y 1990 sobreviven.

## Publicación original
- Pritchard, 1996 : The Galápagos Tortoises: Nomenclatural and Survival Status. Chelonian Research Monographs, n. 1, pág. 50.

## Etimología
El nombre de la especie recuerda al nombre en idioma inglés de la isla de la cual es endémica: Duncan.

## Población sobreviviente
La cantidad de ejemplares con que cuenta la especie es de 532 individuos.

## Conservación
Para la IUCN en el año 1996 era una especie «extinta en la naturaleza»; aunque desde 2017 es considerada la especie como «vulnerable». Para la TFTSG es una especie «en peligro crítico». Aunque esta especie fue relativamente poco perturbada por los balleneros, gran número de ejemplares fueron retirados por expediciones en la segunda mitad del siglo XIX y principios del XX. Las islas Galápagos fueron declaradas parque nacional en 1959, protegiendo así el 97,5% de la superficie terrestre del archipiélago. El área restante es ocupada por asentamientos humanos que ya existían al tiempo de la declaratoria, que suman 25 000 habitantes. 